# تومسک
تومْسْک (به روسی: Томск) شهری است در روسیه.
شهر تومسک مرکز استان تومسک است و در جنوب غربی ناحیه فدرالی سیبری، بر کرانهٔ رود توم قرار گرفته‌است.

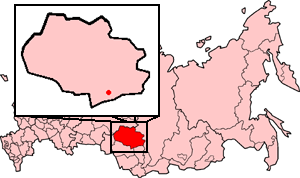
محل تومسک در استان تومسک روسیه.

تومسک در ۲۰ کیلومتری شهر سِوِرسک واقع شده. سورسک از مراکز اصلی تولید پلوتونیوم و بازفرآوری و غنی‌سازی اورانیوم در روسیه است.
شهر تومسک یکی از قدیمی‌ترین شهرهای سیبری است و در سال ۲۰۰۴ میلادی ۴۰۰سالگی خود را جشن گرفت.
جمعیت آن ۴۸۷۸۳۸ نفر است (سرشماری ۲۰۰۲) و دسترسی هوایی آن از طریق فرودگاه بوگاشف است.